# 斑尾美洲鱥
斑尾美洲鱥（學名：Notropis hudsonius），為輻鰭魚綱鯉形目雅羅魚科的其中一種，分布於北美洲加拿大魁北克省的聖羅倫斯河至美國喬治亞州的阿爾塔馬哈和查塔胡奇河上游、哈德遜灣沿岸、五大湖和密西西比河流域，本魚呈長橢圓形且側扁，眼大、口近下位，體背部帶有金屬光澤的銀色及橄欖綠，腹部銀白色，尾鰭叉形，尾鰭基部有一黑色圓斑，體長可達15公分，棲息在沙石底質的溪流和河川，屬雜食性，以植物、無脊椎動物等為食，繁殖季節通常發生在夏季的六月和七月，雌魚每次產卵可產下100至2,600個卵，1至2歲性成熟，最長壽名為5年。